# 李峻一
李峻一（英語：Joe Lei，1974年3月24日—），原名李峻，澳門男性作曲家及填詞人，現為伯樂音樂學院導師及一國娛樂製作有限公司老闆。

## 簡歷
李峻一祖籍廣東省江門市新會區，畢業於澳門培正中學、澳門大學和加拿大西安大略大學，1997年返回澳門後曾在澳門演藝學院與鏡平中學教書，1999年便任教澳門演藝學院音樂學校且兼職導師，教授音樂理論與視唱練耳課程；同年起開始從事流行曲的作曲及填詞，寫下不少人所共知大熱作品，其中最為人熟識的為陳奕迅的《Lonely Christmas》、鄭中基的《無賴》及鄧麗欣的《電燈膽》。他現在亦是伯樂音樂學院填詞學院導師。
2001年，李峻一曾經一次受陳輝陽賞識下，輾轉到香港發展，短短半年就憑《爛泥》奪得《2001年度十大勁歌金曲頒獎典禮》「最佳填詞」獎；2008年曾獲邀請擔任英皇新秀歌唱大賽評判，2011年則為澳門大學創作了30週年校慶主題曲《化雨春風》，兩年再獲母校邀請，以「澳大傑人講壇邀李峻一談夢想」為題，分享個人經驗。2015年，他與吳國恩年一起創立「一國娛樂製作有限公司」，主力從事音樂及視頻製作，向大中華市場發展。
2021年，李峻一在香港城市大學新校歌《學研出塵》負責作曲及改編廣東話版歌詞，該曲由該校校長郭位教授填詞。

## 獎項
- 2002年：《2001年度十大勁歌金曲頒獎典禮》「最佳填詞《爛泥》」
- 2002年：香港作曲家及作詞家協會《2002年CASH金帆音樂獎》「最佳流行音樂作品《爛泥》」
- 2008年：《第六屆澳廣視至愛新聽力頒獎音樂會》「最佳填詞獎《她比煙花寂寞》」
- 2009年：《第七屆澳廣視至愛新聽力頒獎音樂會》「最佳填詞獎《輪迴》」
- 2011年：《第九屆澳廣視至愛新聽力頒獎音樂會》「最佳作曲獎《我的自由》」
- 2013年：《第十一屆澳廣視至愛新聽力頒獎音樂會》「最佳填詞獎《連環念》」
- 2014年：《第十二屆澳廣視至愛新聽力頒獎音樂會》「最佳填詞獎《曼陀羅》」
- 2015年：《第十三屆澳廣視至愛新聽力頒獎音樂會》「最佳填詞獎《下雨天特別容易寂寞》」
- 2018年：《第十六屆澳廣視至愛新聽力頒獎音樂會》「最佳填詞獎《臨終》」

## 音樂作品
1999年
- 高雪嵐 – 我今天一切很好（詞）
- 陳潔儀 – 心非（曲／詞；與陳輝陽共同作曲）
- 蔡依林 – Good-Bye（詞）

2000年
- 何潤東 – 普通人（詞）
- 車婉婉 – 拒絕你 拒絕愛情（曲；與吳國恩共同創作）

2001年
- 許志安 – 爛泥（曲／詞）
- 郭富城 – 食妳落肚（曲／詞；與吳國恩共同創作）
- 陳冠希 – 壞孩子的天空（曲／詞）

2002年
- 李克勤 – 觀音兵（詞）
- 苦　榮、陳奕迅 – 孤兒仔（曲／詞）
- 容祖兒 – 我的麻煩男友（詞）
- 梁奕倫、范振鋒 – 喊濕枕頭（詞）
- 郭富城 – 爆裂旋風（詞）
- 郭富城 – 盜亦有道（詞）
- 陳小春 – 臭草（詞）
- 陳奕迅 – Lonely Christmas（曲／詞）（國語版：聖誕結）
- 陳啟泰 – 宿命（詞）
- 陳慧琳 – 情毒（曲／詞）
- 趙頌茹 – 1000次幸福（詞）
- 鄭秀文 – 守株待兔（詞）
- 鄭秀文 – 寂寞年華（曲／詞）
- 鄭秀文 – 吉卜賽女郎（詞）

2003年
- Cookies – 貪你可愛（詞）
- 余文樂 – 兩湯一麵（詞）
- 吳家穎 – 不是校花（詞）
- 李克勤 – 頭髮未梳好（詞）
- 李克勤 – 快樂藥（詞）
- 李克勤 – 白紙鶴（詞）
- 容祖兒 – 跩跩（詞）
- 梁奕倫、范振鋒 – 好學友（詞）
- 許志安 – 女蝶男花（曲／詞）
- 陳冠希 – 單戀高校（詞）
- 陳慧琳 – 來生也想做女人（詞）
- 麥浚龍 – 自己保重（詞）
- 傅　穎 – 綁架心上人（詞）
- 黃伊汶 – 穿耳（詞）
- 黃凱芹 – 最後一次心動（詞）
- 黃凱芹 – 胭脂非福（詞）
- 楊愛瑾 – 我未驚過（曲／詞）
- 葉文輝 – 兩個只能愛一個（詞）
- 鄧麗欣 – 他不准我哭（詞）
- 鄭中基 – 八爪魚（詞）
- 鄭希怡 – 為愛而愛（曲）
- 鄭希怡 – 舞吧!舞吧!（詞）
- 盧巧音 – 風吹不走笑容（曲／詞）
- 戴辛尉 – 出於污泥（詞）
- 關心妍 – 放生（曲／詞）

2004年
- Cookies – 大家歸瘦（詞）
- Cream – 渺小的我（詞）
- 吳日言 – 為你失眠（詞）
- 吳日言 – 多多指教（詞）
- 容祖兒 – 吹沙入眼（詞）
- 張學友 – 勇敢的故事（詞）
- 陳苑淇 – 幸運水晶（曲／詞）
- 陳苑淇 – 觸不到的戀人（詞）
- 黃浩然 – 不休止的舞曲（詞）
- 鄧穎芝 – 魔王與少女（曲／詞）
- 鄧穎芝 – Stop Stop Stop（詞）
- 鄧穎芝 – 玻璃鞋之粉碎三角琴（詞）
- 關智斌、梁洛施 – 愛神之箭（詞）

2005年
- BABY Q – 你是我眼中的刺（詞）
- Twins – 作詞人的錯（詞）
- Twins、小苦妹 – 女仔歌（詞）
- 吳浩康 – 生於83（詞）
- 吳浩康 – 戰地舞曲（詞）
- 吳浩康 – 第三者（詞）
- 吳浩康 – 傻（詞）
- 吳浩康、梁洛施 – 上帝保佑（詞）
- 赤　子 – 零六（詞；與赤子合填）
- 官恩娜 – 戲中有氣（詞）
- 林海峰、苦　榮 – 三十六計（曲／詞）
- 苦　榮、小苦妹、Twins、吳君如、谷德昭 – 我夠神化（詞）
- 苦　榮、關智斌 – 男仔歌（詞）
- 容祖兒 – 損友（詞）
- 梁洛施 – Da Da Da（詞）
- 梁洛施 – 迷上天蠍（詞）
- 陳小春 – 啞忍（詞）
- 楊千嬅 – 簡愛（詞；與逸堯合填）
- 劉浩龍 – 變臉（詞）
- 蔡卓妍、苦　榮 – 魚蛋歌（詞）
- 鄭中基 – 無賴（曲／詞）（國語版：怪胎）
- 鄭希怡 – 失傘（詞）
- 鄭希怡 – 黃金海岸（詞）
- 謝霆鋒 – 狼（詞）
- 關智斌 – 先知（詞）
- 關智斌 – 分手不要太悲哀（詞）
- 關智斌 – Let It Be（詞）
- 關智斌 – 雪女（詞）
- 關智斌 – 過馬路要小心（詞）
- 關智斌 – 閒人勿近（詞）
- 關智斌 – 女友與好友（詞）
- 關智斌 – Beautiful Soul（詞）
- 關智斌、鍾欣桐 – 良心發現（詞）

2006年
- Sun Boy'z – 衝浪男孩（詞）
- Sun Boy'z – 拜金小姐（詞）
- Twins – 桃紅結他（詞）
- 吳浩康 – 宇宙大王（詞）
- 吳浩康 – 夜貓（詞）
- 李克勤 – 肉麻（詞）
- 李克勤 – 一場兄弟（詞）
- 李逸朗、蔣雅文 – 風頭火勢（詞）
- 泳　兒 – 心中有數（詞）
- 周麗淇 – 從前他對我好些（詞）
- 英皇群星 – 夢幻組合（曲／詞）
- 許懷欣 – 嚇大（詞）
- 陳慧琳 – 終於開竅（曲／詞）
- 鄭希怡 – 用完即棄（詞）
- 鄭希怡 – 心虛（詞）
- 鄭中基 – 美女與野獸（曲／詞）
- 鄧麗欣 – 電燈膽（曲／詞）
- 謝霆鋒 – 博擊會（詞）
- 謝霆鋒 – 先發制人（詞）
- 藍奕邦 – 浮木（詞）
- 關智斌 – 再見 • 美惠（詞）
- 關智斌 – 玩泥沙（詞）
- 關智斌、梁洛施 – 光與影（曲／詞）
- 壞碑唇 - 搞三（詞）
- 壞碑唇 - 慾海慈航（詞）
- 壞碑唇 - 少奶奶（詞）
- 壞碑唇 - Short But Sweet（詞）
- 壞碑唇 - 失踨媽媽（詞）
- 壞碑唇 - 十四青春遁走（詞）
- 壞碑唇 - 飲杯茶, 食個...（詞）
- 壞碑唇 - 保守秘密（詞）
- 壞碑唇 - 秋日下什的肢體語言（詞）
- 壞碑唇 - 阿二靚湯（詞）
- 壞碑唇 - 搞四（詞）
- 壞碑唇 - 可以去邊?（詞）

2007年
- Sun Boy'z – 步步進逼（詞）
- Twins – 飄零燕（詞）
- Twins – 傷心情歌（詞）
- Twins – 布拉格之戀（詞）
- 小　肥 – 有情有義（曲／詞）
- 小　肥 – Sin City（詞）
- 小　肥 – 逃（詞）
- 方力申 – 先苦後甜（詞）
- 方力申 – 脆弱的石頭（詞）
- 王友良 – 十一月（詞）
- 吳浩康 – 前戲（詞）
- 李卓庭 – Morning娘（詞）
- 李卓庭 – 手鎗與紅玫瑰（詞）
- 林　峯 – 自己保重（詞）
- 孫耀威 – 秒殺（詞）
- 梁雨恩 – 地下鐵（詞）
- 梁漢文 – 自作聰明（詞）
- 陳奕迅 – 瑪利奧派對（詞）
- 蔣雅文 – 盲目（詞）
- 蔣雅文 – 天不造美（詞）
- 蔣雅文 – 爽約（詞）
- 蔡卓妍 – 相反詞（詞）
- 鄧麗欣 – 念念不忘（詞）
- 鄧麗欣 – 分手的禮貌（曲／詞）
- 鍾欣桐 – 錯在聰明（詞）
- 鍾舒漫 – 高手過招（詞）
- 鍾舒漫 – 堡壘（詞）
- 關智斌、吳浩康、泳　兒、鍾舒漫 – 小學館（詞）

2008年
- 方力申 – 月全蝕（詞）
- 王祖藍 – 夏天的尾巴（詞）
- 王凱駿、扈佳榮 – 拉鋸戰（詞）
- 吳浩康 – 熄電話（詞）
- 吳浩康 – 真人Show（詞）
- 吳浩康 – 黑色笑話（詞）
- 吳浩康 – 一個人（詞）
- 吳浩康 – 夜巡者（詞）
- 吳浩康 – 火（詞）
- 洪卓立 – 香片咖啡（詞）
- 梁漢文 – 囍（詞）
- 蔡卓妍 – Make A Wish（詞）
- 鄧麗欣 – 京都之雪（曲／詞）
- 鄧麗欣 – 愛與妒忌（曲／詞）
- 盧榮儀 – 她比煙花寂寞（詞）
- 鍾舒漫 – 紅茶易冷（詞）
- 鍾舒漫 – 野百合（詞）
- 鍾舒漫 – 眼睛不說謊（詞）
- 鍾舒漫 – 分手的記憶（詞）

2009年
- HotCha – 大場面（詞）
- 小　肥 – 七月十四（曲／詞）
- 方皓玟 – Untie Me（詞）
- 光　良 – 清水（詞）
- 江若琳 – 愛無可忍（詞）
- 周子揚 – 白與黑（詞）
- 泳　兒 – 冷笑話（詞）
- 胡杏兒 – 光明日（詞）
- 徐子珊 – 讀心術（詞）
- 海鳴威 – 下一站香港（詞）
- 張智霖 – 妳太善良（詞）
- 楊千嬅 – 孖公仔（詞）
- 蔡卓妍 – 氫氣球（詞）
- 鄭家維 – 她的眼淚（詞）
- 盧榮儀 – 輪迴（詞）
- 鍾舒漫、鄭家維 – 專一有罪（詞）

2010年
- JW – 掛念好友（詞）
- JW – 今天不見人（詞）
- JW – 敢抱未敢愛（詞）
- 朱紫嬈 – 公主病（詞）
- 車盈霏 – 飛天（詞）
- 周麗淇 Feat. Ghost Style – 最後倒數（詞）
- 泳　兒 – 不可預見‧只可遇見（詞）
- 洪卓立 – 紳士（詞）
- 洪卓立 – 故事未完（詞）
- 洪　 – 迷幻列車（詞）
- 洪　 – 迴旋木馬（詞）
- 張　蓮 – 我是黑夜你是白天（詞）
- 陳偉霆 – 樂極忘情（詞）
- 衛　蘭 – 2012（詞）
- 鄭家維 – 安樂戰場（詞）
- 鄭家維 – Shake It（詞）
- 鍾欣桐 – 浪花上的人（詞）
- 鍾舒漫 – 強者的誕生（詞）

2011年
- 周子揚 – M型社會（詞）
- 張智霖 – 劃火柴的男人（詞）

2012年
- 陳僖儀 – 讓風箏飛（曲／詞）
- 陳僖儀 – 忘川（詞）
- 關心妍 – 我們都自私（詞）

2013年
- 小　肥 – 高登歌（曲／詞）
- 陳慧敏 – 自拍（詞）
- 陳慧敏 – 我很好騙（詞）
- 陳慧敏、小　肥 – 自拍（合唱版）（詞）

2014年
- 大　頭 – 曼陀羅（曲／詞）
- 許靖韻 – R U OK？（詞）
- 彭永琛 – 琥珀（曲／詞）
- 馮允謙 Feat. 林欣彤 – 講多無謂（詞）
- 鍾舒漫 – One More Chance（詞）
- 戴顯揚 – 小愚村（曲／詞）
- 羅力威 – 潮水（詞）

2015年
- 大　頭 – 下雨天特別容易寂寞（曲／詞）
- 泳　兒 – 獨一無二（詞）
- 胡鴻鈞 – 靈魂的痛（詞）
- 彭永琛 – 再見唐吉柯德（詞）
- 彭永琛 – 戀愛巷（詞）
- 彭永琛 – 游（詞）
- 彭永琛 – 混世（曲／詞）
- 馮允謙、張敬軒 – Colour Your Life（詞）
- 劉浩龍 – Goodbye My Love（曲／詞）
- 戴顯揚 – 廢柴的婚禮（曲／詞）
- 羅力威 – 聽電台的人（詞）

2016年
- 何雁詩 – 夢裡花（詞）
- 沈震軒 – 藍天白雲（詞）
- 鄭欣宜 – 月缺（曲／詞）
- 謝霆鋒、古巨基、容祖兒、李克勤、陳偉霆、林　峯、Twins – 完美這一天（詞）

2017年
- Twins – 朋友以上（詞）
- 泳　兒 – 習慣愛你（詞）
- 容祖兒 – 時間的錯（詞）

2019年
- KOLOR – 初老（詞）
- 陳凱彤 – 不掃不快（詞）
- 戴顯揚 – 低收入青年（曲／詞）
- 關智斌 – 頭頂有角（詞）

2020年
- 施朗明 – 越界（詞）
- 鄭俊弘 – 逆著風（詞）
- 戴顯揚 – 事不宜遲（曲／詞）
- 戴顯揚 – 酒微菜薄（曲／詞）

2022年
- Dr. Jen 真醫生 - 逃犯一號（詞）
- JW王灝兒 - 伴我左右（詞）

2024年
- 李凱翹 - 只因你悲觀（詞／編／監）
- 跳躍號 - 刺蝟（詞）
- 舞台劇《重拾：10分鐘》主題曲 - 十分鐘呼吸（詞）
- 錢昭穎 - 學會（曲／詞）

2025年
- 丁文俊 - 人有無數可能（曲／詞）
- 古淖文 - Follow Me（詞）

## 外部連結
- 一國娛樂製作的Facebook專頁
- 一國錄音室的Facebook專頁
- 李峻一 - University of Macau -- Wu Yee Sun Library （页面存档备份，存于）